# Рубинштейн, Александр Яковлевич
Рубинште́йн Алекса́ндр Я́ковлевич (род. 7 января 1947) — российский учёный-экономист, кандидат экономических наук, доктор философских наук, профессор. Автор более 200 научных работ по различным вопросам экономики. Заслуженный деятель науки Российской Федерации (2007). Кавалер Ордена Почёта (2003).

## Биография
Родился в семье Якова Михайловича Рубинштейна (03.12.1914 — 25.11.2012), учителя истории, долгие годы преподававшего в Школе имени Гнесиных.
Учился в Московском государственном университете, окончил механико-математический факультет в 1971 году по специальности «математика». В 1976 году защитил кандидатскую диссертацию по экономике («Экономическое прогнозирование научно-технического прогресса: вопросы методологии и методики расчета»), в 1992 году — докторскую диссертацию по философии («Исполнительские искусства и общество: социально-экономические отношения»). Профессор, заведующий отделом экономики искусства Государственного института искусствознания.
Разработчик (вместе с Р. С. Гринбергом) оригинальной научной концепции экономической социодинамики (2000) — нового направления в экономической теории. Ответственный редактор и основной автор первого в России учебника «Экономика культуры» (первое издание — в 2005 году).
По состоянию на октябрь 2010 года занимал следующие должности:
- Первый заместитель директора Института экономики РАН,
- Заведующий кафедрой экономики исполнительских искусств Школы-студии (ВУЗ) при МХАТ им. А. П. Чехова,
- Главный редактор «Журнала Новой экономической ассоциации».

## Некоторые работы
- Issues of Price and Subsidy in the Arts in The U.S.S.R. // Journal of Cultural Economics, Volume 11, № 2, 1987.
- Введение в экономику исполнительского искусства. — М., 1991.
- Рубинштейн А. Я., Гринберг Р. С. Трудности рыночной адаптации: цены, доходы, социальная защита // Общественные науки и современность. 1992. № 5. С. 39—45.
- Социальная экономика: введение в новую аксиоматику// Российский экономический журнал. 1997, № 1 (в соавторстве).
- Finanzierung der Kultur in Russland: Analyse und Mechanismus derStaatlichen. Unterstutzung. Koln, BRD, «BIOST», 1997.
- Рубинштейн А. Я., Гринберг Р. С. Проблемы общей теории социальной экономии // Экономическая наука современной России. 1998. № 2. С. 34—56.
- Экономическая социодинамика. — М., 2000 (в соавторстве).
- Структура и эволюция социального интереса. — М., 2003.
- Экономика социального сектора: проблемы теории. — М., 2004.
- Разработка принципов и механизмов поддержки гуманитарного сектора экономики// Россия в глобализирующемся мире. — М., 2004.
- Социальная политика в контексте «нормативной теории государства».
- Финансовые аспекты реформирования отраслей социальной сферы (Научные труды ИЭПП № 60).
- К теории рынков опекаемых благ. Статья 1. Опекаемые блага и их место в экономической теории // Общественные науки и современность. 2009. № 1. С. 139—153.
- К теории рынков опекаемых благ. Статья 2. Социодинамическое описание рынков опекаемых благ // Общественные науки и современность. 2009. № 2. С. 138—-150.
- Некоторые теоретические соображения о природе нынешнего кризиса // Журнал новой экономической ассоциации. 2009. № 1—2. С. 240—242.
- Вторые международные ялтинские чтения. Мировой экономический кризис (5—7 мая 2009 г., Алушта, Украина) // Журнал новой экономической ассоциации. 2009. № 3—4. С. 265—268.
- Гринберг Р. С., Рубинштейн А. Я. Индивидуум & Государство: экономическая дилемма. — М.: Весь Мир, 2013. — 480 с. — ISBN 978-5-7777-0546-4.